# Rangers Football Club 2001-2002

## Stagione
- In Scottish Premier League i Rangers si classificano al secondo posto (85 punti) dietro al Celtic e davanti al Livingston.
- In Scottish Cup battono in finale il Celtic e vincono per la 30ª volta la coppa.
- In Scottish League Cup battono in finale l'Ayr United e vincono per la 22ª volta la coppa.
- In Champions League, dopo aver sconfitto gli sloveni del Maribor, vengono eliminati al terzo turno di qualificazione dai turchi del Fenerbahçe (1-2 complessivo), accedendo così al primo turno di Coppa UEFA.
- In Coppa UEFA, dopo aver sconfitto i l'Anzhi, la Dinamo Mosca e il Paris Saint-Germain  vengono eliminati agli ottavi di finale dal Feyenoord (3-4 complessivo).

## Maglie e sponsor
| Casa | Trasferta | Terza divisa |

## Rosa
| N. |                        | Ruolo | Calciatore          |
| -- | ---------------------- | ----- | ------------------- |
| 1  | Germania (bandiera)    | P     | Stefan Klos         |
| 2  | Paesi Bassi (bandiera) | D     | Fernando Ricksen    |
| 3  | Australia (bandiera)   | D     | Craig Moore         |
| 4  | Italia (bandiera)      | D     | Lorenzo Amoruso     |
| 5  | Paesi Bassi (bandiera) | D     | Arthur Numan        |
| 6  | Scozia (bandiera)      | C     | Barry Ferguson      |
| 7  | Argentina (bandiera)   | A     | Claudio Caniggia    |
| 8  | Germania (bandiera)    | C     | Christian Nerlinger |
| 9  | Norvegia (bandiera)    | A     | Tore André Flo      |
| 10 | Paesi Bassi (bandiera) | A     | Michael Mols        |
| 11 | Scozia (bandiera)      | C     | Neil McCann         |
| 12 | Stati Uniti (bandiera) | C     | Claudio Reyna       |
| 14 | Paesi Bassi (bandiera) | C     | Ronald de Boer      |
| 15 | Paesi Bassi (bandiera) | D     | Bert Konterman      |
| 16 | Scozia (bandiera)      | A     | Billy Dodds         |
| 17 | Russia (bandiera)      | C     | Andrei Kanchelskis  |
| 18 | Inghilterra (bandiera) | D     | Michael Ball        |

| N. |                              | Ruolo | Calciatore          |
| -- | ---------------------------- | ----- | ------------------- |
| 19 | Scozia (bandiera)            | D     | Scott Wilson        |
| 20 | Trinidad e Tobago (bandiera) | C     | Russell Latapy      |
| 21 | Scozia (bandiera)            | D     | Maurice Ross        |
| 22 | Norvegia (bandiera)          | P     | Jesper Christiansen |
| 23 | Scozia (bandiera)            | A     | Kenny Miller        |
| 24 | Georgia (bandiera)           | A     | Shota Arveladze     |
| 25 | Australia (bandiera)         | D     | Tony Vidmar         |
| 26 | Danimarca (bandiera)         | C     | Peter Løvenkrands   |
| 27 | Scozia (bandiera)            | C     | Stephen Hughes      |
| 28 | Polonia (bandiera)           | D     | Dariusz Adamczuk    |
| 29 | Finlandia (bandiera)         | D     | Tero Penttilä       |
| 31 | Scozia (bandiera)            | D     | Robert Malcolm      |
| 33 | Scozia (bandiera)            | P     | Allan McGregor      |
| 36 | Scozia (bandiera)            | D     | Andy Dowie          |
| 39 | Scozia (bandiera)            | C     | Jimmy Gibson        |
| 46 | Scozia (bandiera)            | A     | Tom Brighton        |
| 48 | Scozia (bandiera)            | C     | Christopher Burke   |